# Alfred Russel Wallace
Alfred Russel Wallace (ur. 8 stycznia 1823 w Usk, zm. 7 listopada 1913 w Broadstone) – brytyjski biolog i przyrodnik, współtwórca (obok Charlesa Darwina) teorii ewolucji poprzez dobór naturalny; laureat Medalu Copleya (nagrody, którą wcześniej otrzymał też Darwin).

## Życiorys
Alfred Wallace urodził się w 1823 w walijskiej miejscowości Usk, położonej nad rzeką o tej samej nazwie. Był najmłodszym z ośmiorga dzieci Thomasa Vere Wallace’a i Mary Anne Greenell. Po ukończeniu szkoły podstawowej (Grammar School) w Hertford pracował jako asystent starszego brata, podróżnika i architekta, odwiedzając różne rejony Anglii i Walii. Zainteresował się botaniką, przebywając na południu Walii. Około 1840 roku stworzył swój pierwszy zielnik.
W latach 1844–1845 był nauczycielem w szkole średniej (Collegiate School) w Leicester. W tym okresie poznał entomologa, ok. 20-letniego H.W. Batesa, który zainteresował go kolekcjonowaniem chrząszczy. W 1847 po raz pierwszy wyjechał z Wielkiej Brytanii (wraz z bratem i siostrą spędził tydzień w Paryżu), a w 1848 odbył wraz z H.W. Batesem swoją pierwszą wyprawę badawczą – do Amazonii (1848–1850). Po dwóch latach zaczął podróżować samodzielnie.
W czasie badań zbierał okazy roślin i zwierząt w Ameryce Południowej – w Amazonii i nad Rio Negro – oraz w Azji Południowo-Wschodniej – w Malezji i Indonezji. W latach 1854–1862 odwiedził Sumatrę, Jawę, Borneo, Celebes, Moluki, Timor, Nową Gwineę oraz Wyspy Aru i Ké. Interesował się przede wszystkim zoogeografią. Zebrał kolekcję ponad 125.000 gatunków zwierząt.  
Napisał m.in.: „Podróże do Amazonii oraz Rio Negro” (1853, 4 wyd. 1900), „Archipelag Malajski” (1869, 10 wyd. 1891), „Geograficzne rozmieszczenie zwierząt” (1886, 2 tomy) i wiele innych publikacji naukowych.
Jako pierwszy zauważył różnice w charakterze i składzie gatunków pochodzących z przeciwnych stron linii przebiegającej między Azją i Oceanią. Linia ta nazwana została linią Wallace’a (odkrycie miało miejsce podczas podróży przez Indie Wschodnie).
W czasie swoich badań doszedł – niezależnie od Darwina – do sformułowania teorii ewolucji opartej na doborze naturalnym. Teoria została po raz pierwszy ogłoszona wspólnie przez obu naukowców w 1858 roku, w czasie posiedzenia Towarzystwa Linneuszowskiego.
Jest także współtwórcą biogeografii.  

## Publikacje
A.R. Wallace jest autorem ponad 1000 publikacji. W portalu internetowym Wallace Online zamieszczono wykaz 48 pozycji książkowych (łącznie ze wznowieniami i wydaniami uzupełnionymi):

- 1853 – Narrative of travels on the Amazon and Rio Negro, with an account of the native tribes, and observations on the climate, geology, and natural history of the Amazon valley
- 1853 – Palm trees of the Amazon and their uses
- 1866 – The scientific aspect of the supernatural
- 1869 – Der Malayische Archipel, die Heimath des Orang-Utan und des Paradiesvogels: Reiseerlebnisse und Studien über Land und Leute
- 1869, 1890 – The Malay Archipelago: The land of the orang-utan, and the bird of paradise. A narrative of travel, with studies of man and nature
- 1870, 1871 – Contributions to the theory of natural selection. A series of essays
- 1870, 1871 – Insulinde: het land van den orang-oetan en den paradijsvogel
- 1875, 1896 – On miracles and modern spiritualism. Three essays
- 1876 – The geographical distribution of animals; with a study of the relations of living and extinct faunas as elucidating the past changes of the Earth’s surface
- 1878 – Tropical nature, and other essays
- 1879 – Australasia. Stanford’s compendium of geography and travel: based on Hellwald’s ‘Die Erde und ihre Völker’ – Edited and extended by Alfred R. Wallace, F.R.G.S.
- 1880 – Island life: or, the phenomena and causes of insular faunas and floras, including a revision and attempted solution of the problem of geological climates
- 1882 – Land nationalisation; its necessity and its aims; being a comparison of the system of landlord and tenant with that of occupying ownership in their influence on the well-being of the people
- 1885 – Bad times: an essay on the present depression of trade, tracing it to its sources in enormous foreign loans, excessive war expenditure, the increase of speculation and of millionaires, and the depopulation of the rural districts; with suggested remedies
- 1885 – To Members of Parliament and others: Forty-five years of registration statistics, proving vaccination to be both useless and dangerous
- 1889 – Darwinism: an exposition of the theory of natural selection with some of its applications
- 1891, 1895 – Natural selection and tropical nature: Essays on descriptive and theoretical biology
- 1892, 1895 – Island life: or, the phenomena and causes of insular faunas and floras, including a revision and attempted solution of the problem of geological climates
- 1898 – The wonderful century; its successes and its failures
- 1900 – Studies scientific and social
- 1903 – Man’s place in the universe; a study of the results of scientific research in relation to the unity or plurality of worlds
- 1904 – A summary of the proofs that vaccination does not prevent small-pox but really increases it
- 1905, 1908 – My life: A record of events and opinions
- 1906 – A statement of the reasons for opposing the death penalty
- 1907 – Is Mars habitable? A critical examination of Professor Percival Lowell's Book "Mars and its canals," with an alternative explanation
- 1908 – Richard Spruce. Notes of a botanist on the Amazon and Andes, vol. 1 i 2; ed.
- 1910 – The world of life: a manifestation of creative power, directive mind and ultimate purpose
- 1913 – Social environment and moral progress
- 1913 – The revolt of democracy
- 1916 – Alfred Russel Wallace letters and reminiscences (vol. 1 i 2)

Za publikację o kluczowym znaczeniu uważa się pracę „On the Tendency of Varieties to depart indefinitely from the Original Type”, zaprezentowaną w 1858 roku w Towarzystwie Linneuszowskim (zob. Początki darwinizmu w: E.B. Poulton). Posiedzenie Towarzystwa dotyczyło koncepcji, która bywa nazywana „Darwin-Wallace theory”.
Wielkie znaczenie przypisuje się również m.in. pracy z dziedziny biogeografii – Geographical Distribution of Animals (1876).
Tematyka wielu publikacji A.R. Wallace’a wykracza poza obszar biologii i biogeografii (np. „Social environment and moral progress”, „The revolt of democracy”, „Man’s place in the universe” i in.). Niektóre głoszone przekonania były kontrowersyjne, m.in. dotyczące nieskuteczności szczepień (1885, 1904) lub spirytyzmu i zjawisk mediumicznych. Trzy eseje, wydane w roku 1875 w zbiorze pod tytułem „On miracles and modern spiritualism”, wydano w roku 2011 w języku polskim pod tytułem O cudach i nowoczesnym spirytyzmie.

## Wyróżnienia

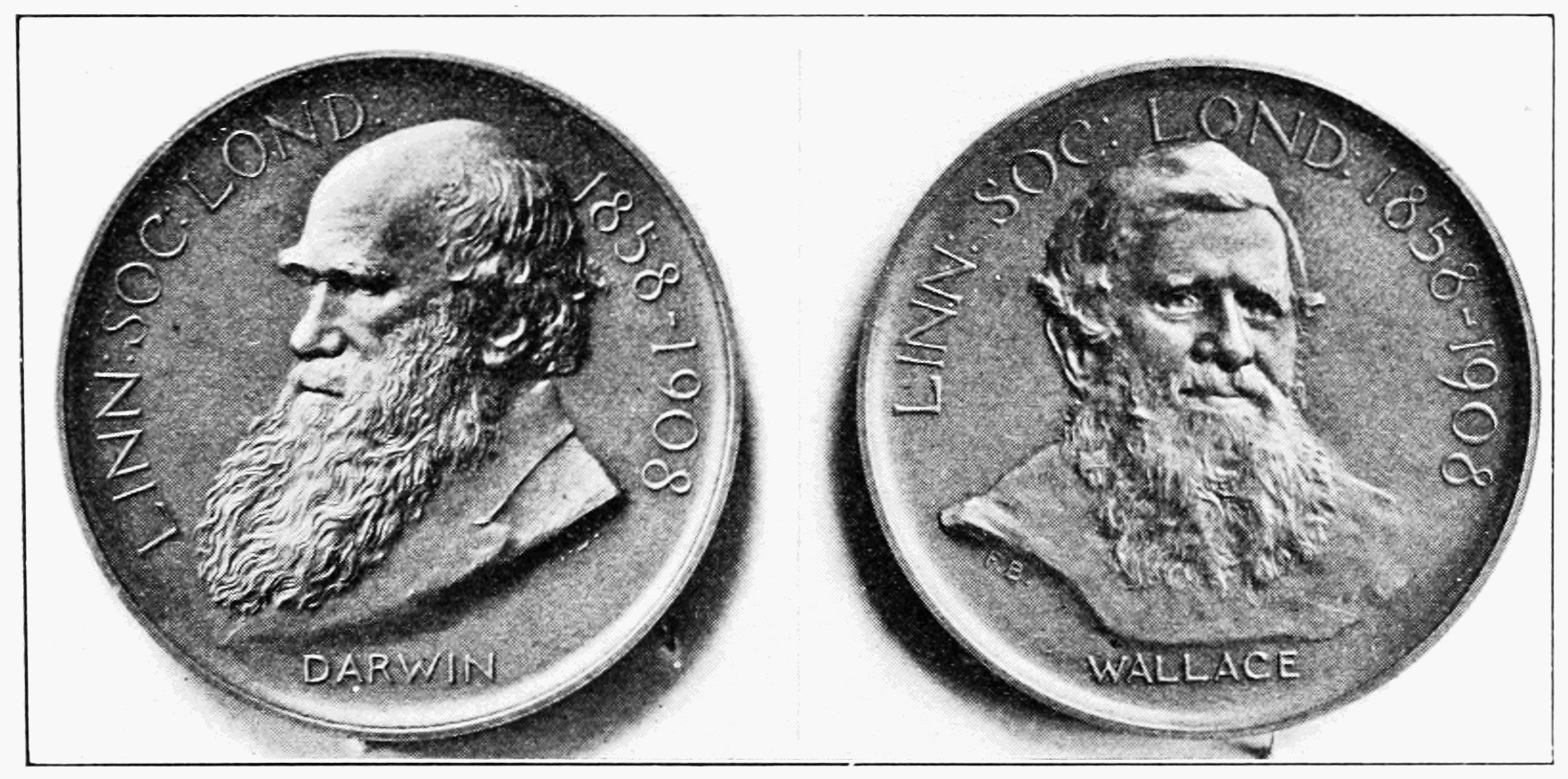
Złoty Medal Darwina-Wallace’a (1908)

W biogramie zamieszczonym w bazie NNDB wymieniono
- 1868 – Royal Medal
- 1890 – Medal Darwina
- 1892 – Linnean Medal (Medal Linnean Society of London)
- 1908 – Copley Medal

Otrzymał również inne odznaczenia, w tym Order of Merit i Medal Darwina-Wallace’a (złoty), który został mu wręczony w 1908 roku, w czasie uroczystego posiedzenia Towarzystwa Linneuszowskiego z okazji 50. rocznicy opublikowania pierwszej pracy Darwina i Wallace’a.
Otrzymał honorowe tytuły naukowe w Oksfordzie (1889) i Dublinie (1882). Pełnił funkcję przewodniczącego Entomological Society of London (1870–1871).

## Upamiętnienie
Dorobek A.R. Wallace’a jest upamiętniony w licznych publikacjach naukowych, w których jego prace są cytowane i analizowane, oraz w wielu biografiach. Liczne pamiątki są zgromadzone przez Towarzystwo Linneuszowskie w Londynie i prezentowane w Natural History Museum.

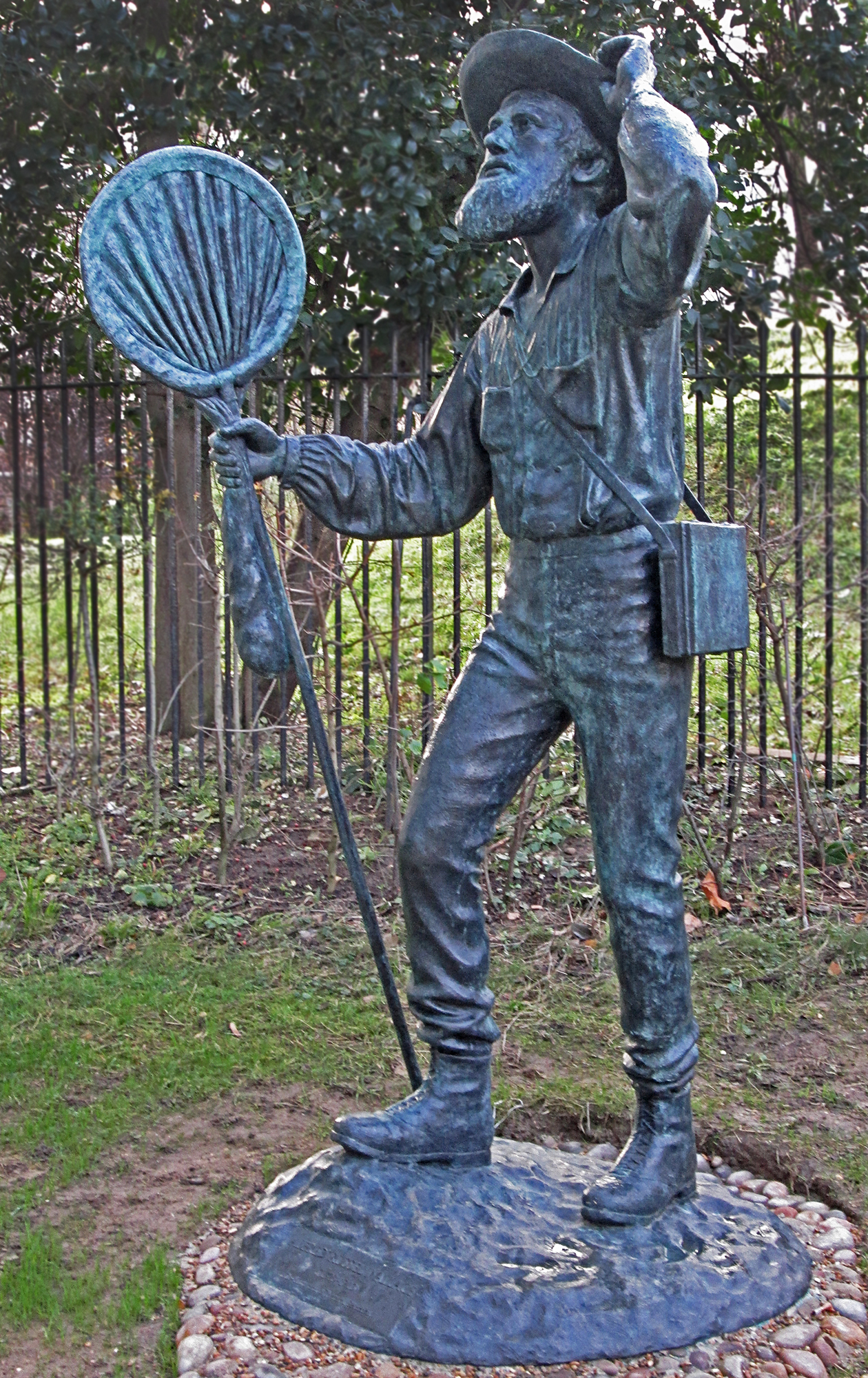
Brązowy pomnik, ustawiony w Natural History Museum
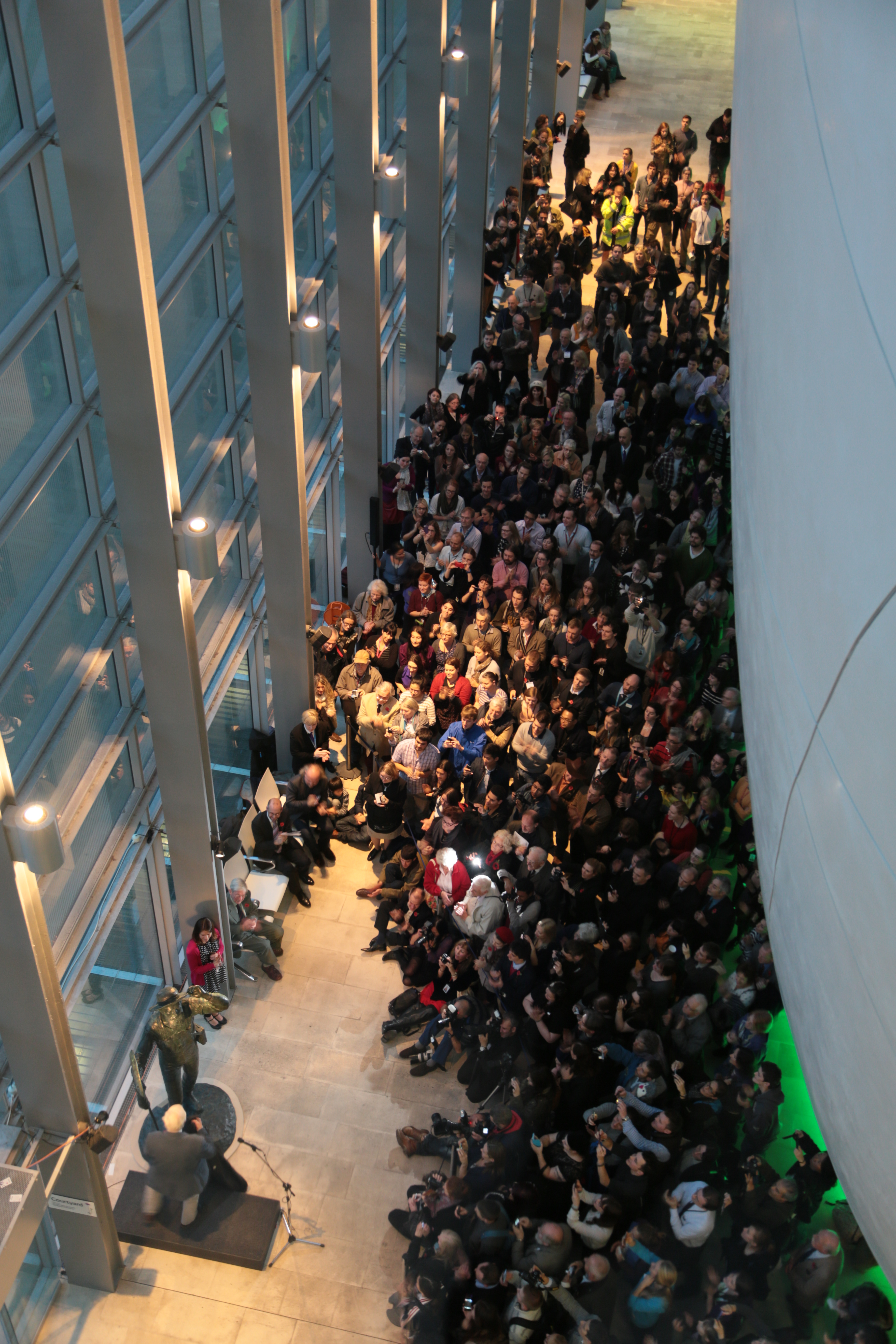
Uroczystość odsłonięcia pomnika w Natural History Museum przez Davida Attenborough
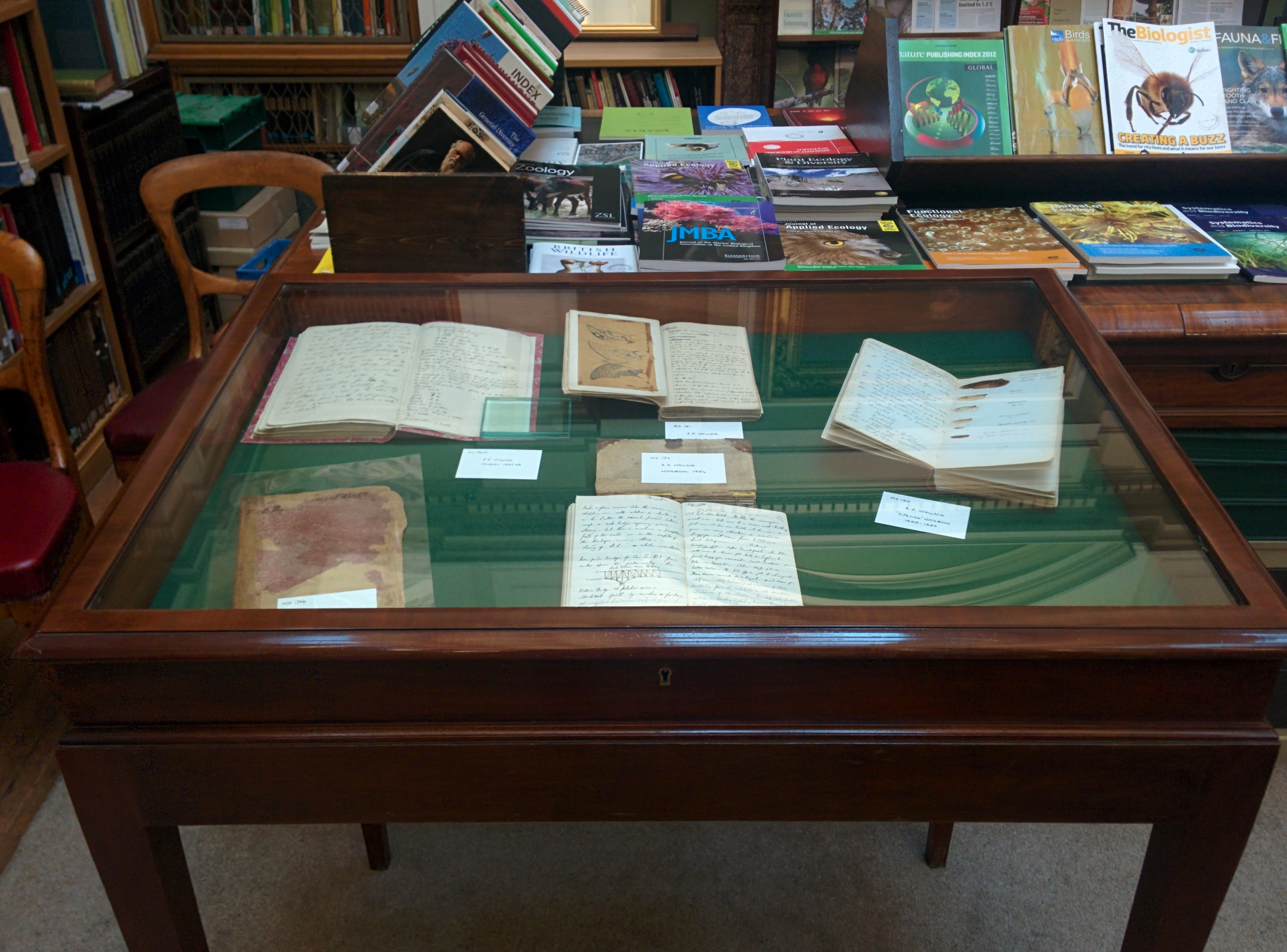
Gablota z notatkami A.R. Wallace’a w Linnean Society

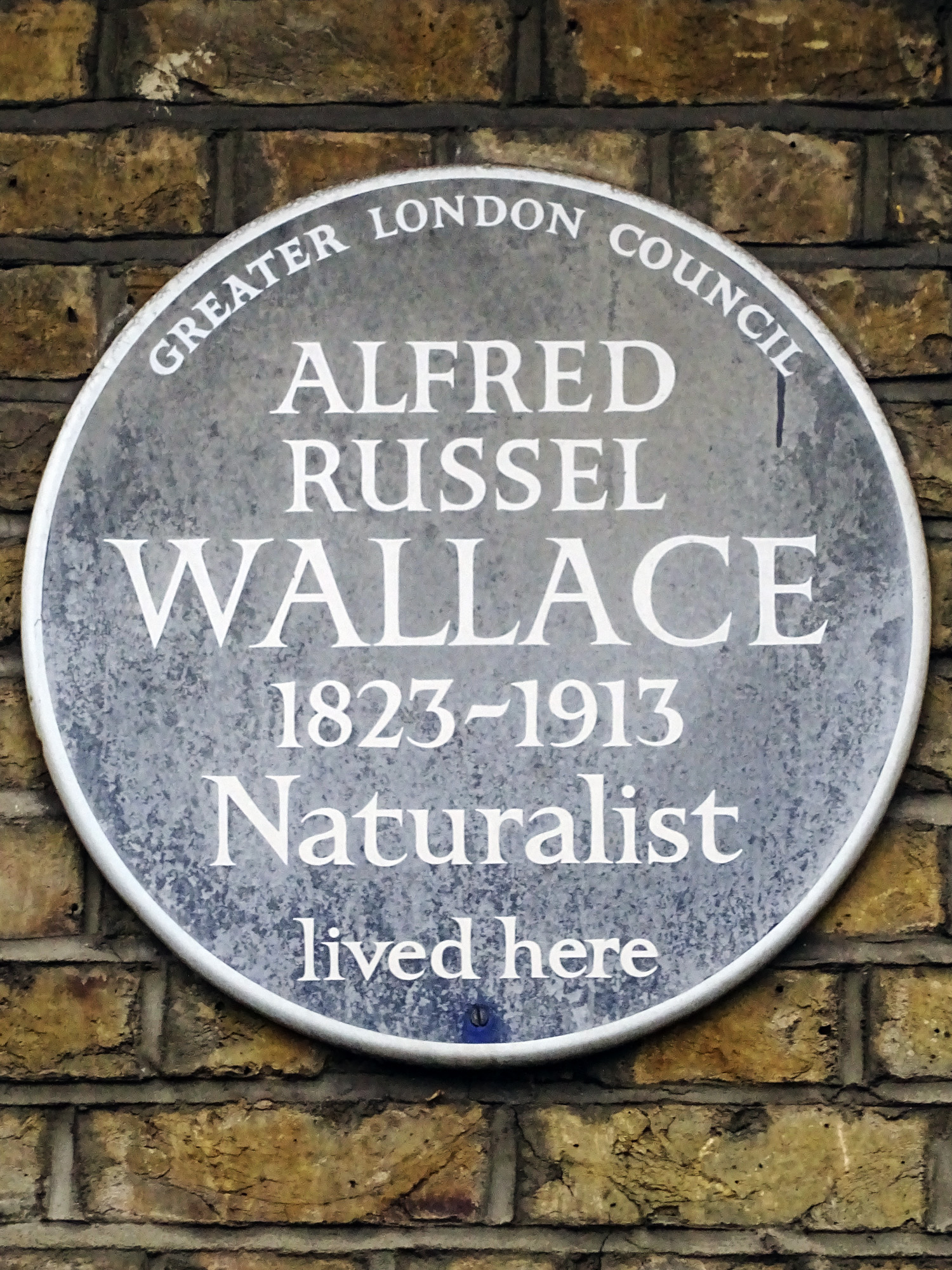
Pamiątkowa „Blue plaque” na ścianie budynku, w którym mieszkał (44 St Peter's Road w London Borough of Croydon)
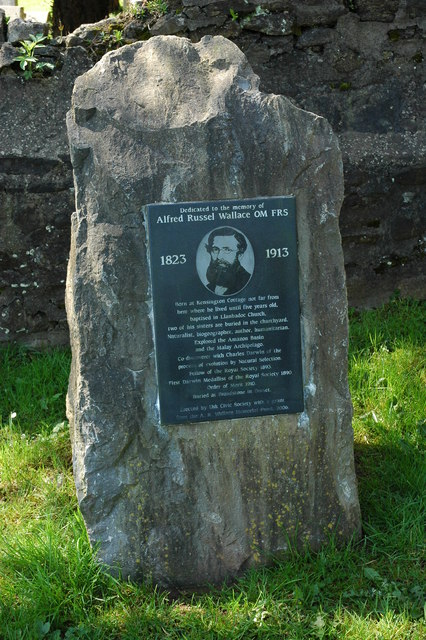
Głaz z tablicą pamiątkową w pobliżu miejsca urodzenia
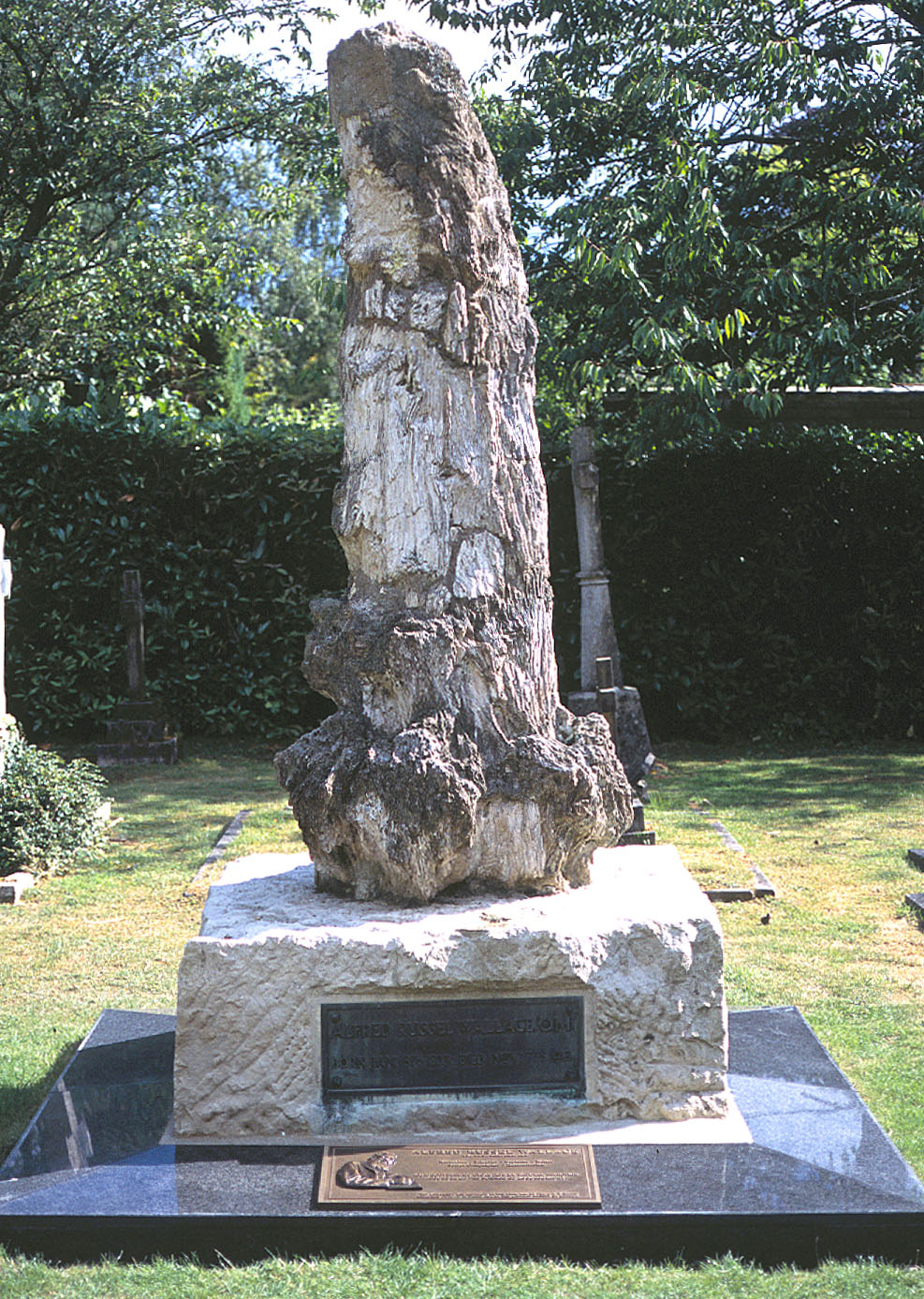
Pomnik na grobie (Broadstone, Dorset)

## Życie prywatne
Z żoną, Annie Mitten (1848–1914), miał troje dzieci: Herberta (zmarł w dzieciństwie), Violetę i Williama.